# Karen Holmgaard
Karen Holmgaard, född den 28 januari 1999, är en dansk fotbollsspelare.

## Biografi
Karen Holmgaard inledde sin seniorkarriär i Fortuna Hjørring år 2017. Hon har även spelat för 1. FFC Turbine Potsdam innan hon värvades av Everton år 2022. Hon har även representerat det danska damlandslaget där hon debuterade 2018.